# Río Geneshuaya
Der Río Geneshuaya ist ein 365 km langer rechter Nebenfluss des Río Beni im Norden Boliviens. Er liegt im Einzugsgebiet des Amazonas.

## Flusslauf
Der Río Geneshuaya entspringt in der Feuchtsavanne der Moxos-Ebene im Nordwesten des Departamento Beni knapp 10 Kilometer nördlich der Ortschaft Comunidad Australia. Er fließt durch praktisch unbevölkerten Regenwald in Richtung Norden, parallel zur Ruta 8 und mündet 65 Kilometer südwestlich von Riberalta in den Río Beni.
Durch den geringen Höhenunterschied von nur etwa 45 m auf 134 Kilometer Luftlinie zwischen Quelle und Mündung, mäandriert der Río Geneshuaya stark und verändert seinen Lauf und damit auch seine Länge ständig. Der Fluss führt bis auf das letzte Stück hauptsächlich durch Überschwemmungsgebiet, das besonders in der Regenzeit unpassierbar ist. Die einzige Brücke über den Río Geneshuaya ist ein Teil der Ruta 13, die die einzige Straßenverbindung vom Departamento Pando zum restlichen Bolivien darstellt. Die größte Ortschaft am Fluss ist El Rosario mit 248 Einwohnern.